# Вулиця Незалежності України (Брюховичі, смт)
Ву́лиця Незале́жності Украї́ни — вулиця у смт Брюховичі, підпорядкованому Шевченківському району Львова. Починається від межі з селом Бірки та прямує до вулиці Невеличука, що на межі Львова (Кам'янка) та Брюховичів, утворюючи перехрестя з вулицями Володимира Івасюка та Василя Сухомлинського.
Прилучаються вулиці: Бічна Паркова, Відпочинкова, Дитяча, Калинова, Кленова, Курортна, Антона Макаренка, Малинова, Побутова, Смолиста, Солов'їна, Стикова, Тіниста, Широка, Ясна.

## Назва
Вулиця названа на честь проголошення незалежності України 24 серпня 1991 року.

## Забудова
На вулиці Незалежності України переважає садибна забудова 1930—1980-х років, а також присутня барачна забудова 1950-х років, радянський конструктивізм 1970—1980-х років.
№ 1 — за радянських часів — львівська спеціальна загальноосвітня школа інтернат № 104, від 7 жовтня 2016 року — КЗ ЛОР «Навчально-реабілітаційний центр I—II ступенів Святого Миколая», від лютого 2020 року — КЗ ЛОР «Багатопрофільний навчально-реабілітаційний центр I—II ступенів Святого Миколая».
№ 16 — будівля вокзалу станції «Брюховичі», збудована у 1952 році. Попередня одноповерхова будівля вокзалу знищена під час другої світової війни.
№ 31 — будівля бібліотеки-філії № 28 ЦБС для дорослих міста Львова. Планується придбати обладнання й облаштувати мінікінотеатр у приміщенні бібліотеки. За цією ж адресою розташований військовий шпиталь.
№ 37 — будівля бібліотеки-філії № 29 ЦБС для дітей міста Львова.
№ 49 — комплекс будівель колишніх артилерійських складів (в/ч А-3870) та військового містечка № 160 Західного оперативного командування Міністерства оборони України, розформованих 2008 року. У 2008—2009 роках зі складів вивезено все озброєння. Нині частина території колишньої військової бази (близько 2,5 га), що межує з вулицями Смолистою, Запашною та Бічною Коновальця, забудована житловими будинками. У 2016—2019 роках за цією адресою будівельно-інвестиційною компанією «СБ ГРУП» споруджено котеджне містечко «Брюхсель». На решті земельної ділянки загальною площею 141,1 га планують збудувати дитячий парк розваг. Виконавчий комітет Львівської міськради на засіданні 2 квітня 2021 року ухвалив рішення провести архітектурний конкурс, щоб визначити майбутній вигляд цієї ділянки. Тут пропонується облаштувати парк розваг для дітей, простори для сімейного відпочинку та спортивні об'єкти. Щоб реалізувати план з розбудови цієї території під парк розваг, міська рада планує отримати землю у комунальну власність.
№ 56 — комплекс будівель 32-ї державної пожежно-рятувальної частини Шевченківського РВ ГУ ДСНС України у Львівській області.

## Меморіали, пам'ятники

Каплиця Оранта «Премудрості Божої» (УГКЦ)

- На тодішній вулиці Червонопрапорній 1969 року встановлений пам'ятник В. І. Леніну. Демонтований 1990 року. На його місці 18 вересня 1994 року урочисто відкрили пам'ятник молодому Тарасові Шевченку (скульптор — Любомир Кукіль)[11].
- Пам'ятний знак Героям Небесної Сотні.
- Фігура Богородиці, встановлена на розі вулиць Незалежності України та Дитячої.

## Сакральні споруди
- Каплиця Оранта «Премудрості Божої», відкрита з нагоди 2000-ліття Різдва Христового.